# Atletisme als Jocs Olímpics d'Estiu de 2024 - Llançament de pes masculí
La prova de Llançament de pes masculina d'Atletisme als Jocs Olímpics de París 2024 serà la 30a edició de l'esdeveniment en unes Olimpíades. La prova es disputarà entre el 2 i el 3 d'agost del 2024 a l'Stade de France de París.
L'estatunidenc Ryan Crouser és el vigent campió de la disciplina olímpica, després de guanyar la medalla d'or als Jocs Olímpics de Tòquio 2020. La medalla de plata la va guanyar el seu compatriota Joe Kovacs i la medalla de bronze fou pel neozelandès Tom Walsh.
L'equip dels Estats Units és, amb molta diferència, la selecció més guardonada, amb 19 medalles d'or, 21 medalles de plata i 12 medalles de bronze, en les 29 edicions que l'esdeveniment ha estat present als Jocs Olímpics. Els estatunidencs Parry O'Brien i Ralph Rose, amb 2 medalles d'or i 1 medalla de plata cadascun, són els atletes més guardonats en tota la història de la competició.

## Format
La prova del llançament de pes consisteix a propulsar una sòlida bola de metall a través de l'aire a la màxima distància. L'atleta que faci el llançament més llarg és qui guanya la prova. La competició començarà amb tots els atletes classificats, competint en 2 grups diferents. Com a mínim 12 atletes passaran a la final. Si aconsegueixen superar la distància de referència passaran directament a la final i si no ho fan, han de quedar entres les 12 posicions més elevades dels dos grups en general. A la final, els 3 llançadors que aconsegueixin fer un llançament més llarg, guanyaran les medalles.

## Classificació
Hi ha dues maneres de classificar-se per la prova olímpica. La forma principal és superant la marca estàndard de classificació (que per aquesta edició es troba en els 21,50 metres), en qualsevol prova organitzada o supervisada per la Federació Internacional d'Atletisme, entre l'1 de juliol de 2023 i el 30 de juny de 2024. Depenent dels llocs que sobrin es podran classificar els atletes que no hagin aconseguit aquesta marca mitjançant les places universals i el rànquing atlètic i fent prevaler la diversitat geogràfica. S'ha de tenir en compte que només es podran classificar un màxim de 3 atletes per país i en cas que sigui superior, cada federació haurà d'escollir els 3 llançadors que consideri per participar en les Olimpíades.
| Mètode de classificació  | Places | País         | Atleta classificat    |
| ------------------------ | ------ | ------------ | --------------------- |
| Marca estàndard - 21,50m | 3      | Estats Units |                       |
| Marca estàndard - 21,50m | 3      | Estats Units |                       |
| Marca estàndard - 21,50m | 3      | Estats Units |                       |
| Marca estàndard - 21,50m | 2      | Itàlia       | Leonardo Fabbri       |
| Marca estàndard - 21,50m | 2      | Itàlia       | Zane Weir             |
| Marca estàndard - 21,50m | 2      | Nova Zelanda | Tom Walsh             |
| Marca estàndard - 21,50m | 2      | Nova Zelanda | Jacko Gill            |
| Marca estàndard - 21,50m | 1      | Brasil       | Darlan Romani         |
| Marca estàndard - 21,50m | 1      | Croàcia      | Filip Mihaljevic      |
| Marca estàndard - 21,50m | 1      | Jamaica      | Rajindra Campbell     |
| Marca estàndard - 21,50m | 1      | Luxemburg    | Bob Bertemes          |
| Marca estàndard - 21,50m | 1      | Nigèria      | Chukwuebuka Enekwechi |
| Marca estàndard - 21,50m | 1      | Txèquia      | Tomas Stanek          |
| Rànquing atlètic         | 1      |              |                       |
| Places universals        | 1      |              |                       |

## Medaller històric
| Posició | País              | Or | Argent | Bronze | Total |
| ------- | ----------------- | -- | ------ | ------ | ----- |
| 1       | Estats Units      | 19 | 21     | 12     | 52    |
| 2       | Polònia           | 3  | 0      | 0      | 3     |
| 3       | Finlàndia         | 2  | 2      | 0      | 4     |
| 4       | Alemanya de l'Est | 2  | 1      | 1      | 4     |
| 5       | URSS              | 1  | 2      | 2      | 5     |
| 6       | Alemanya          | 1  | 1      | 2      | 4     |
| 7       | Itàlia            | 1  | 0      | 0      | 1     |
| 8       | Grècia            | 0  | 1      | 1      | 2     |
| 9       | Dinamarca         | 0  | 1      | 0      | 1     |
| 9       | Regne Unit        | 0  | 1      | 0      | 1     |
| 11      | Txecoslovàquia    | 0  | 0      | 2      | 2     |
| 11      | Nova Zelanda      | 0  | 0      | 2      | 2     |
| 13      | Equip Unificat    | 0  | 0      | 1      | 1     |
| 13      | Canadà            | 0  | 0      | 1      | 1     |
| 13      | Suïssa            | 0  | 0      | 1      | 1     |
| 13      | Hongria           | 0  | 0      | 1      | 1     |
| 13      | Ucraïna           | 0  | 0      | 1      | 1     |
| 13      | Espanya           | 0  | 0      | 1      | 1     |